# Sultan Kösen

Sultan Kösen (2009)

Sultan Kösen (* 10. Dezember 1982 in Alibey, Derik, Türkei) wurde von Guinness World Records als „größter lebender Mensch“ betitelt. Am 8. Februar 2011 wurde der Kurde mit seinen 251,0 cm Körperlänge in das Guinness-Buch der Rekorde aufgenommen.

## Leben
Kösen ist kurdischer Abstammung. Sein Wachstum schritt bis zum Alter von zehn Jahren ganz normal voran. Dann entdeckten Ärzte einen Tumor hinter seinem Auge und diagnostizierten Riesenwuchs. Er unterzog sich einer Reihe von Operationen, sein Wachstum schritt jedoch ungebremst voran, bis der Tumor im Jahr 2008 entfernt werden konnte. Sultan Kösen kann heute ohne Gehhilfen nicht mehr auskommen. Er lebt in einer Wohnung in Ankara, die ihm zur Verfügung gestellt wurde. 2013 heiratete er in Mardin die Syrerin Merve Dibo.
Sultan Kösen hält auch den Rekord für die größten Hände einer lebenden Person. Seine Hände sind vom Handgelenk bis zur Spitze des Mittelfingers 28,5 cm lang. Er trägt Schuhgröße 62, was einer Länge von 44,5 cm entspricht. Er überholte den ehemaligen Rekordhalter Bao Xishun, der 2,37 m misst.